# No More Mr. Nice Guy (album Gang Starr)
No More Mr. Nice Guy – debiutancki album hip-hopowej grupy Gang Starr.

## Lista utworów
1. „Premier and the Guru” – 3:26
2. „Jazz Music” – 3:30
3. „Got U” – 3:08
4. „Manifest” – 4:56
5. „Gusto” – 3:15
6. „DJ Premier in Deep Concentration” – 3:13
7. „Positivity [Remix]” – 4:49
8. „Manifest [Remix]” – 5:12
9. „Conscience Be Free” – 4:04
10. „Cause and Effect” – 3:22
11. „2 Steps Ahead” – 3:50
12. „No More Mr. Nice Guy” – 3:22
13. „Knowledge” – 3:42
14. „Positivity” – 3:35

### Utwory dodane w 2003 roku
1. „Here's the Proof” – 4:35
2. „The Lesson” – 5:05
3. „Dedication” – 5:11

## Sample
Premier and the Guru
- „If it Don't Turn You on (You Outta Leave it Alone)” B.T. Express
- „Got to Give the People What They Want” The O’Jays

Jazz Music
- „Les Fleurs” Ramsey Lewis

Got U
- „I Got You (I Feel Good)” James Brown
- „Give it Up Or Turnit a Loose (Remix)” James Brown
- „Get Up, Get into It, Get Involved” James Brown

Manifest
- „A Night in Tunisia” Charlie Parker
- „Bring it Up (Hipster's Avenue)” James Brown
- „Word to the Mother(Land)” Big Daddy Kane

Gusto
- „Express” B.T. Express
- „Freddie's Dead” Curtis Mayfield

DJ Premier in Deep Concentration
- „Funky Stuff” Kool & the Gang
- „Summer Madness” Kool & the Gang
- „Handclapping Song” The Meters
- „Summertime” Billy Stewart
- „Stoop Rap” DJ Grand Wizard Theodore
- „I Ain't No Joke” Eric B. & Rakim (głos: Rakim)

Cause and Effect
- „Live Wire” The Meters

2 Steps Ahead
- „Hot Pants” The J.B.'s
- „Change le Beat” by B-Side & Fab Five Freddy

No More Mr. Nice Guy
- „Message from the Soul Sisters” Myra Barnes
- „Who's Afraid of Virginia Woolfe (Part 2)” Jimmy Smith

Knowledge
- „Funky President” James Brown

Positivity
- „Changin'” Brass Construction
- „One Man Band” Monk Higgins & the Specialties

Here's the Proof
- „Everytime I Turn Around (Back in Love Again)” L.T.D.